# Chaperon (couvre-chef)
Pour les articles homonymes, voir Chaperon.
Un Chaperon ( /ʃ æ p ər oʊ n / ou /ʃ æ p ər ɒ n /, moyen français : chaperon) était une forme de capuche ou, plus tard, de chapeau porté dans toutes les parties de l'Europe occidentale au Moyen Âge. Initialement un vêtement utilitaire, il a d'abord développé une longue queue partiellement décorative derrière appelée liripipe (en), puis s'est développé en un couvre-chef complexe, polyvalent et coûteux après que ce qui était à l'origine l'ouverture verticale pour le visage a commencé à être utilisé comme une ouverture horizontale pour la tête. Il était particulièrement à la mode au milieu du XVe siècle bourguignon, avant de se délester peu à peu à la fin du XVe siècle et de retrouver son statut utilitaire. C'est le couvre-chef masculin le plus couramment porté dans la peinture néerlandaise ancienne, mais sa construction compliquée est souvent mal comprise.

## Des origines modestes

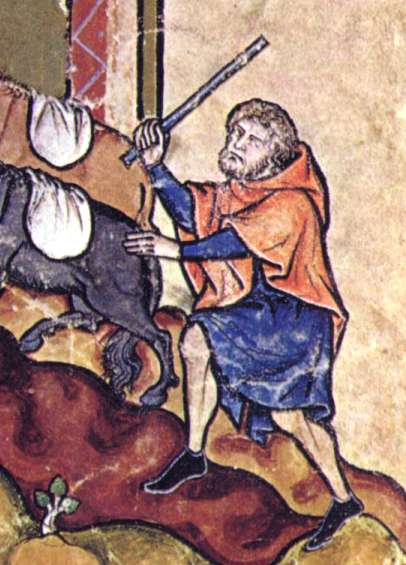
La forme originale de chaperon, portée avec la capuche retirée de la tête. Beaucoup étaient plus courts que cet exemple. Morgan Bible, milieu du XIIIe siècle.

[réf. souhaitée]Le chaperon a commencé avant 1200 sous la forme d'une capuche avec une cape courte, enfilée en tirant sur la tête ou fixée à l'avant. La capuche peut être retirée de la tête pour être suspendue derrière, laissant la courte cape autour du cou et des épaules. Le bord de la cape était souvent coupé ou festonné pour un effet décoratif. Il y en avait en laine, utilisées par temps froid, et des plus légères pour l'été. Sous cette forme, elle s'est poursuivie jusqu'à la fin du Moyen Âge, portée par les classes inférieures, souvent par les femmes aussi bien que par les hommes, et surtout en Europe du Nord. Le capuchon était lâche à l'arrière et se terminait parfois par une queue en pointe.

## Termes et dérivation
Chaperon est un diminutif de chape, qui dérive, comme la casquette anglaise, la cape et la chape, du cappa latin tardif, qui pourrait déjà signifier cap, cape ou capuche (selon l'OED).
La queue du capuchon, souvent assez longue, était appelée en anglais tippit ou liripipe, ou encore cornette en français. La  patte, partie supérieure, parfois en crête de coq lorsqu'elle était découpée avec fantaisie. Plus tard, un bourrelet rond (rondelle) pouvait faire partie de l'assemblage,. Patte, cornette et bourrelet étaient les termes habituels dans la cour bourguignonne française du XVe siècle et sont utilisés ici. En italien, les termes équivalents étaient foggia, becchetto et mazzocchio,,.
Chaperon était parfois utilisé en anglais et également en allemand pour les formes de capuchon et de chapeau (OED). Mais le mot n'apparaît jamais dans les lettres de Paston, où il y a de nombreuses références aux chapeaux, cagoules et bonnets pour hommes. Comme pour tous les aspects du costume médiéval, il existe de nombreuses images contemporaines de vêtements et de nombreuses mentions de noms de vêtements dans les documents contemporains, mais il est rarement possible de faire correspondre définitivement les noms aux styles dans les images. En italien, le mot était cappuccio [kap'put: ʃo], ou son diminutif cappuccino, d'où proviennent les frères capucins, dont la capuche blanche distinctive et la robe brune ont conduit au singe capucin, et au type de préparation de café qui porte leur nom (ce mot désigne également en italien le capuchon d'un stylo).
Le Petit Chaperon rouge, dans la première version publiée par Charles Perrault, et des représentations françaises de l'histoire favorisent le chaperon[pas clair] sur le long chaperon de ceux en anglais[Quoi ?].
En français, chaperon était aussi le terme de fauconnerie pour désigner le capuchon placé au-dessus de la tête d'un faucon lorsqu'il était tenu sur la main pour l'empêcher de s'envoler. C'est soit cela, soit le couvre-chef, qui s'est ensuite étendu au figuré pour devenir le chaperon (en anglais britannique, presque toujours chaperon) qui désigne une escorte protectrice, en particulier pour une femme.